# 얼리샤 윗
얼리샤 윗(Alicia Witt, 1975년 8월 21일 ~ )은 미국의 배우, 싱어송라이터, 피아니스트이다.

## 영화 출연
- 듄
- 라스트 홀리데이 - 미즈 번스 역
- 니벨룽겐의 반지
- 투 윅스 노티스
- 홀랜드 오퍼스